# Agnieszka Suchora

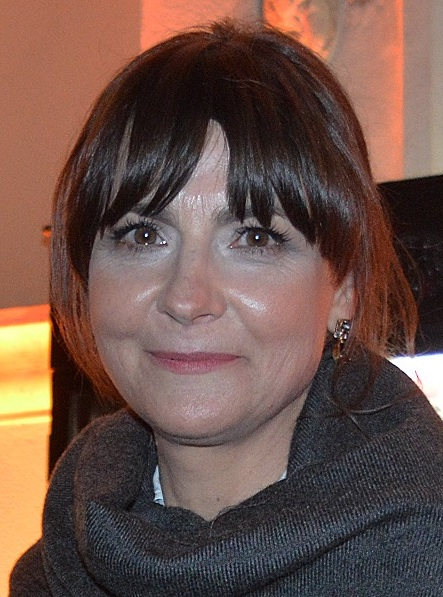
Agnieszka Suchora im Jahr 2018

Agnieszka Suchora (* 10. Januar 1968 in Lublin, Polen) ist eine polnische Schauspielerin.

## Leben
Agnieszka Suchora wurde in der Stadt Lublin im Osten von Polen geboren. Sie studierte an der Schauspielabteilung der Staatlichen Hochschule für Theater, Vorgänger der Aleksander-Zelwerowicz-Theaterakademie Warschau, und machte 1990 ihren Abschluss. Sie ist seit ihrem Debüt in Thomas Bernhards Der Komödiant Ensemblemitglied am Teatr Współczesny (Zeitgenössisches Theater) in Warschau.
Anfang der 1990er Jahre begann sie auch, in Film und Fernsehen aufzutreten. Bekanntheit erlangte sie durch Rollen in einigen beliebten polnischen Fernsehserien. In der Sitcom Daleko od noszy spielte sie zwischen 2004 und 2011 in über 150 Folgen Krankenschwester Barbara, auch in den Nachfolgeproduktion 2011 und 2017 spielt sie diese Rolle. Seit 2017 war sie in knapp 100 Folgen der Serie Pierwsza milosc zu sehen. Auch in Fernseh- und Kinofilmen übernahm sie wiederholt Rollen (unter anderem in Ich heiße Ki oder Operation Hyakinthos), wobei ihre Darstellung der Teresa, Mutter des Protagonisten Adam, in dem Film Silent Night (im Original Cicha noc) bislang die bedeutendste war. Im Jahr 2018 wurde sie dafür mit dem Polnischen Filmpreis als Beste Nebendarstellerin ausgezeichnet.

## Filmografie
- 2011: Ich heiße Ki (Ki)
- 2017: Silent Night (Cicha noc)
- 2019: Der Kurier – Sein Leben für die Freiheit (Kurier)
- 2021: Operation Hyakinthos (Operation Hyakinthos / Hiacynt)
- 2022: Die Verlorenen (Głupcy)
- 2025: Tod vor der Hochzeit (Zgon przed weselem)

## Auszeichnungen
- 2018: Polnischer Filmpreis – Beste Nebendarstellerin (in dem Film Silent Night)